# Премия Вейцмана за исследования в области точных наук
Премия Вейцмана за исследования в области точных наук (ивр. פרס ויצמן למחקרים במדעים מדויקים‎) — премия, присуждаемая в честь доктора Хаима Вейцмана муниципалитетом Тель-Авива израильским исследователям в области точных наук и предназначенная для поощрения и активизации их исследований в этих областях.

## История
Награда учреждена в 1944 году к 70-летию Хаима Вейцмана, президента Всемирной сионистской организации, и вручается раз в два года мэром Тель-Авива-Яффо. Сумма последнего приза составила 18 000 шекелей.

## Лауреаты премии
Список составлен на основании официального списка лауреатов премии Вейцмана:
| Год      | Имя лауреаты                                                                 | Примечания                                                                                              |
| -------- | ---------------------------------------------------------------------------- | --- |
| 1949 год | Профессор Саул Адлер                                                         | Почетная награда за исследования в области перитологии и химиотерапии тропических болезней              |
| 1949 год | Профессор Франц Олендорф                                                     | За исследования зрения как технической проблемы                                                         |
| 1949 год | Доктор Бруно Розенфельд                                                      | За исследования необратимого превращения гидроаскорбиновой кислоты                                      |
| 1950 год | Доктор Курт Мандель                                                          | Об исследовании жизнеспособности ветвей цитрусовых деревьев                                             |
| 1950 год | профессор Аарон Кацир и профессор Эфраим Кацир                               | За изучение полиэлектролитов и полиаминокислот, растворимых в воде                                      |
| 1951 год | Доктор Лия Бичовски                                                          | |
| 1951 год | профессор Йосеф Гиллис, профессор Исраэль Достровский и профессор С.Р.Лиолан | |
| 1951 год | профессор Фриц Файгель                                                       | Почетная награда за многочисленные исследования в области аналитической химии                           |
| 1952 год | доктор Хьюго Бойко                                                           | |
| 1952 год | доктор Сидни Гольдштейн                                                      | Почетная награда за разработки в области прикладной математики                                          |
| 1952 год | профессор Арье Дворецкий                                                     | |
| 1952 год | доктор Иегуда Хиршберг                                                       | За открытия в области фотохромизма                                                                      |
| 1953 год | профессор Давид Гинзбург                                                     | Синтезы в области природных веществ, особенно синтез морфина                                            |
| 1953 год | доктор Авраам Комаров-Камерон и доктор Н. Хорнштейн                          | За изучение показателей вирулентности вируса бешенства                                                  |
| 1953 год | профессор Йоэль Раках                                                        | Почетная награда за исследования в области теории кластеров и в области атомной и ядерной спектроскопии |